# Chlorophorus sartor
Chlorophorus sartor é uma espécie de insetos coleópteros polífagos pertencente à família Cerambycidae.
A autoridade científica da espécie é Muller, tendo sido descrita no ano de 1766.
Trata-se de uma espécie presente no território português.